# Rajmund Niwiński
Rajmund Niwiński (ur. 5 stycznia 1940 w Zawierciu, zm. 11 marca 2004 w Wałbrzychu) – lekkoatleta, młociarz.

## Życiorys
Wystąpił w rzucie młotem na mistrzostwach Europy w 1962 w Belgradzie, lecz odpadł w kwalifikacjach.
Był wicemistrzem Polski w 1967 i 1968 oraz brązowym medalistą w 1965. Odniósł cztery zwycięstwa w zawodach „O Złoty Młot”.
Sześć razy był reprezentantem Polski w meczach międzynarodowych w latach 1964–1968, odnosząc dwa zwycięstwa indywidualne.
Był zawodnikiem Górnika Wałbrzych. Ustanowił rekord Polski juniorów. Jego rekord życiowy wynosił 65,25 m.